# جان تیت
جان تیت (انگلیسی: John Tate؛ زادهٔ ۱۳ مارس ۱۹۲۵ – درگذشته ۱۶ اکتبر ۲۰۱۹) یک ریاضی‌دان و در زمینه نظریه اعداد اهل ایالات متحده آمریکا بود. وی همچنین برنده جوایزی همچون جایزه ولف در ریاضی شده‌است.